# LMD-649
LMD-649は、手作りのサンプラーである。

## 生い立ち
LMD-649は当時、東芝EMIのエンジニアだった村田研治のアイディアから誕生した。ミックスダウン中に、MTRに収録されたドラムなどの短い音の入れ替え（差し替え）に迫られたとき、MTRに録音された音に合わせて自動的に短い音を再生するマシン、というのがもともとの意図である。長時間かかる作業を効率化する…完成すると、レコーディング機器というもともとの目的を超え、楽器としての積極的な利用がされた。
50万円ほどの費用で手作りされており、当時サンプラーという言葉はなくスタッフの間ではPCM録音機と呼ばれていた。製作時点では、すでにオーストラリアでフェアライト社からフェアライトCMI、アメリカでイーミュー（E-mu）システムズ からEmulatorというサンプラーが発売されていた。しかし開発当時、あと半年待てばEmulatorとローランド・MC-4が接続できる（EmulatorへのCV/ゲート端子の取り付け改造サービスが開始される）ことを知りながら、「高価な輸入品を使わずして、音楽創作の新しいマシンを音楽創造の現場に届けたい」との熱意で製作した。

## 命名
「LMD-649」は、「ロジック」の「L」、「村田研治」の「M」、「ドラム」の「D」、「ロジック」に音をあてた数字「649」から由来する。

## 機能
- レコーディング・ボタンを押すと、1.2秒間の録音が開始される[1]。
- 録音された音にスタートポイントとエンドポイントを設定して、限られた範囲のみ再生する。
- 再生開始のトリガー信号には、打楽器などの音響信号のほか、ローランド MC-8のトリガー信号や、パルス信号も利用可能。
- 主な仕様は、サンプリング周波数50kHz、分解能12bit、最大録音時間1.2秒[1]。

## デビュー
LMD-649が最初に使われたのは、大貫妙子のレコーディング現場だった。しかし、レコードのリリース時期としてはYMOのアルバム「テクノデリック」が早い。
「テクノデリック」では一斗缶を叩いた音や声、工場の騒音などでリズムを構成している。（現実音を音楽に取り入れる「ミュジーク・コンクレート」という現代音楽の手法はすでにあった）。
ライヴでの使用も大貫のライヴが最初で、後にYMOのウィンター・ライヴ1981でも利用された。このときは高橋幸宏のブースにはトリガーを発生させる黒いボックスが置いてあり、ドラムスティックや手で叩いたりして発音させていた。

## 後継機
雑誌『サウンド&レコーディング・マガジン』1983年6月号～9月号に、村田研治氏と小岩滋氏によりLMD-649miniの製作記事がスペックを限定した内容で連載され、同じく1983年9月号～1984年2月号に再生専用機REALBOXの製作記事が連載されている。
また、同誌の1984年8月号に村田研治氏が開発されたサウンド・メモリー・システム"LINDA"(PC-9801Fとリンドラムを使用したシステム)の紹介記事が掲載されている。

## オレンジとは
オレンジはYMO・アルファレコード関連の会社が製作したサンプラーである。
LMD-649とは開発者も異なる独自のサンプラーであり、後継機ではない。